# Paul Hackett
Pour les articles homonymes, voir Hackett.
Paul Roger Hackett (né le 5 juillet 1947) est un joueur et entraîneur américain de football américain. Il a été entraîneur principal des Panthers de Pittsburgh entre 1989 et 1992 et les Trojans d'USC de 1998 à 2000. Hackett a été entraîneur des quarterbacks ou coordinateur offensif des 49ers de San Francisco, des Cowboys de Dallas, des Chiefs de Kansas City, des Jets de New York, des Buccaneers de Tampa Bay et des Raiders d'Oakland. Il est le père de l'entraineur de football américain Nathaniel Hackett.